# Hapsifera richteri
Hapsifera richteri är en fjärilsart som beskrevs av László Anthony Gozmány. Hapsifera richteri ingår i släktet Hapsifera och familjen äkta malar. Inga underarter finns listade i Catalogue of Life.